# Jessica Garlick

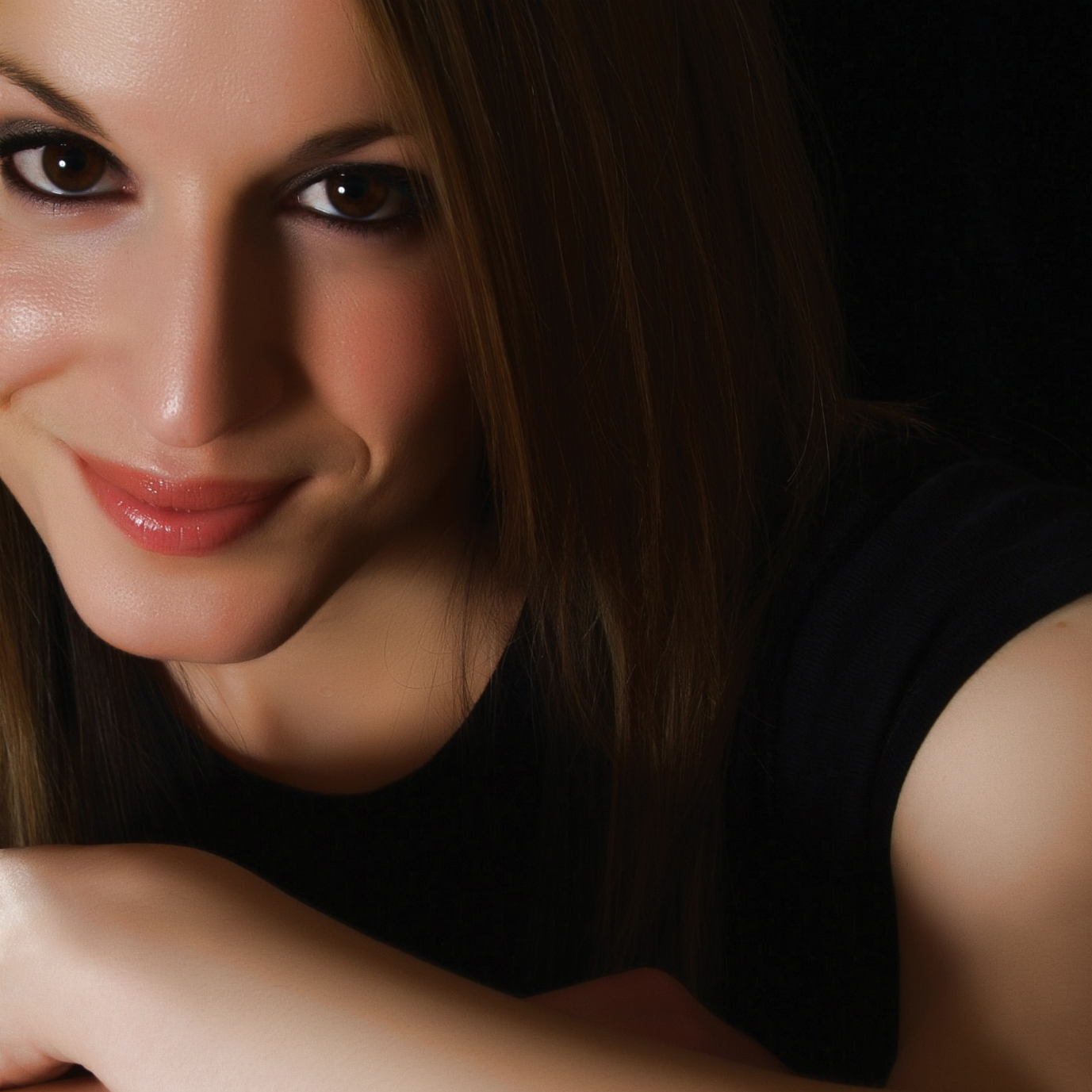
Jessica Garlick

Jessica Garlick é uma cantora galesa. Nasceu em Kidwelly, West Wales, em 1981.
Garlick deu os seus primeiros passos no mundo do showbusiness quando tinha 16 anos. Com essa idade, ela venceu a final galesa no programa Star For A Night. Nesse mesmo ano, ela participou no programa de Michael Barrymore My Kind of Music. Ela conseguiu a melhor classificação para o Reino Unido no Festival Eurovisão da Canção, durante a década de 2000, 3.º lugar, em 2002.

## Perfil
Garlick nasceu em 1981 originária de Kidwelly em Carmarthenshire. Ela foi educada no Glan-y-mor Comprehensive School.

## Pop Idol e Festival Eurovisão da Canção 2002
Em 2001, ela estava entre 10 finalistas do concurso de talentos da ITV Pop Idol. A BBC, mais tarde convidou-a para cantar o tema Come Back, uma das canções participantes no A Song for Europe, que selecionava a canção para o Festival Eurovisão da Canção 2002. A audiência selecionou-a para representar o Reino Unido em Tallinn, onde ela conseguiu o melhor resultado para o Reino Unido naquela competição desde Imaani com Where Are You? em 1998, terminando em terceiro lugar, empatada com a canção da Estónia cantada por Sahlene.

## Depois da Eurovisão
Mais tarde em 2002, Garlick foi involvida numa campanha para ajudar as crianças para pararem de fumar. Ela foi convidada para aparecer no 2003 Song for Europe, durante a qual anunciou os resultados do televoto galês.

## Anos recentes
Em 16 de novembro de 2006, Garlick surgiu como música escondida no 'Identity Parade' no programa da BBC Never Mind The Buzzcocks. Ela atualmente é casada com Owen Satterley, de quem teve uma filha chamada Olivia.

## Regresso à ribalta
Foi anunciado nos inícios de 2009 que Garlick deveria voltar à música. Depois de alguns anos afastados da música, Garlick sentiu que era tempo de regressar à sua carreira musical.

## Discografia
| Single                     | UK |
| -------------------------- | -- |
| "Come Back" (maio de 2002) | 13 |
| "Whatever"                 |    |